# Nélson Semedo
Nélson Cabral Semedo (Lisboa, 16 de novembro de 1993) é um futebolista português que atua como lateral-direito. Atualmente está no Fenerbahçe.

## Carreira

### Barcelona
No dia 13 de julho de 2017, assinou com o Barcelona. 
Durante sua primeira temporada pelo Barcelona, Semedo ganhou o Campeonato Espanhol e a Copa do Rei, dividindo titularidade com Sergi Roberto. 
Seu primeiro gol veio apenas na segunda temporada pelo clube, na partida válida pelo Campeonato Espanhol contra o Girona, em que seu time venceu por 2 a 0.

## Títulos
Benfica
- Campeonato Português: 2015–16, 2016–17
- Taça de Portugal: 2016–17
- Taça da Liga: 2015–16
- Supertaça Cândido de Oliveira: 2016

Barcelona
- Campeonato Espanhol: 2017–18, 2018–19
- Copa do Rei: 2017–18
- Supercopa da Espanha: 2018
- International Champions Cup: 2017
- Troféu Joan Gamper: 2017

Seleção Portuguesa
- Liga das Nações da UEFA: 2018–19, 2024–25[2]

### Prêmios individuais
- Equipe do torneio da Liga das Nações da UEFA: 2018–19[3]